# Żeleźniak (Masyw Śnieżnika)
Żeleźniak (niem. Eisenberg, 591 m n.p.m.) – szczyt w południowo-zachodniej Polsce, w Sudetach Wschodnich, w Masywie Śnieżnika, w Krowiarkach.

## Położenie
Wzniesienie, położone w Sudetach Wschodnich, w północno-zachodnim ramieniu Masywu Śnieżnika, w północno-zachodniej części Krowiarek, w środkowej części masywu Żelaznych Gór, których jest najwyższą kulminacją. Odchodzą od niego 3 grzbiety. Są to: zachodni ze wzniesieniem o kocie) 544 m n.p.m., gdzie się rozwidla: krótsza odnoga biegnie na zachód do Krzyżowej (508 m n.p.m.) a dłuższa na północ ze szczytami Golina (544 m n.p.m.) i Ostróg (504 m n.p.m.), wschodni, biegnący do Kamiennika (591 m n.p.m.) i południowy z kotami 504 i 485 m n.p.m., należący już do Wysoczyzny Idzikowa w Rowie Górnej Nysy.

## Budowa geologiczna
Szczyt zbudowany jest ze skał metamorficznych, należących do metamorfiku Lądka i Śnieżnika i powstałych w neoproterozoiku lub starszym starszym paleozoiku, przede wszystkim z łupków łyszczykowych, niewielkie fragmenty utworzone są z łupków łyszczykowych z granatami, wapieni krystalicznych (marmurów kalcytowych i dolomitowych), amfibolitów serii strońskiej.
Został on wypiętrzony, wraz z całymi Sudetami w trzeciorzędzie, w czasie orogenezy alpejskiej. Wtedy też się rozpoczęła jego denudacja pod wpływem czynników erozji. Na grzbiecie występują pojedyncze skałki wapienne.

## Górnictwo
W rejonie Żeleźniaka eksploatowano rudy żelaza, które przetapiano pod Żeleźniakiem i w Starym Waliszowie.

## Roślinność
Grzbiet z południowymi zboczami oraz fragmenty północnych grzbietów porośnięte są lasami bukowymi, mieszanymi oraz świerkowymi regla dolnego, zbocza północno-wschodnie zajmują pola uprawne.